# Fita de separació de la Masia Llobatera i Masia Perafita
La Fita de separació de la Masia Llobatera i Masia Perafita és una obra de Roses (Alt Empordà).

## Descripció
És una fita termenera de les propietats dels masos Llobatera i la Perafita. Es troba al cim d'una carena, entre dos còrrecs; no és fàcil la localització.
Mesura aproximadament 1 metre d'alçada i té 7 cm de gruix. És tallada en una llosa de pissarra, amb molta cura per donar-li forma rectangular, però amb una base més ampla que la resta on es marca, a cada costat, un sector corbat. En ambdues cares hi resten part de les inscripcions i consta l'any; els fragments malmesos han perdut trossos de pedra. En el costat sud és visible ara: "2.../Llub.../RA/1805". Al nord: "...FIT.../180"

## Història
Les fites són senyals de pedra més o menys treballats, o bé d'obra, que indica la terminació d'una propietat immoble o d'un territori. En aquest cas delimitava les propietats del Mas Llobatera i el Mas de la Perafita. Gràcies a les seves inscripcions podem saber que va ser bastida i col·locada l'any 1803. Per una banda consta "PEDRA FITA 1803" i per l'altra es poden llegir les inscripcions "LL", referents al Mas Llobatera.
En la documentació sobre els plets referents als límits dels termes de Roses i Cadaqués que es conserva a l'arxiu parroquial del darrer poble consta, en una sentència del 1672; ... a tramuntana el terme (entre Cadaqués i Roses) confronta amb terres del Mas Llobateras i part amb el mas de Perafita.... Cal precisar, tanmateix, que la fita era per delimitar els terrenys de les masies i no pas dels municipis.